# Under Age (film, 1941)
Pour les articles homonymes, voir Under Age.
Pour plus de détails, voir Fiche technique et Distribution.
Under Age est un film américain réalisé par Edward Dmytryk, sorti en 1941.

## Synopsis
Les sœurs Jane et Edie Baird sont arrêtées pour vagabondage, n'ayant pas d'endroit où dormir. Elles sont ensuite libérées de prison et immédiatement contactées par le gangster proxénète local, Tap Manson, qui veut qu'elles travaillent comme hôtesses pour une entreprise appelée House by the side of the road, Inc. C'est une franchise de motels au bord de l'autoroute. La cheffe de l'entreprise est Mme Burke, une vieille gangster endurcie qui a une apparence trompeusement gentille. Au début, les sœurs essaient de trouver d'autres emplois, mais leur recherche ne mène nulle part. Finalement, elles rencontrent Mme Burke et sont embauchées comme hôtesses à la maison 42, l'un des motels situés quelque part dans le Midwest. Manson les y emmène, ainsi que trois autres malheureuses.
Leur travail consiste à marcher le long de l'autoroute, à faire semblant d'être des auto-stoppeuses et à attirer les conducteurs dans le motel, le bar et le restaurant combinés. Jane parvient à se faire conduire avec Rocky Stone, qui comprend l'arnaque à l'auto-stop mais accepte quand même d'emmener Jane. À l'arrivée de Rocky au motel, Manson apprend qu'il a des bijoux d'une valeur de 60 000 $ dans sa voiture et les vole. Rocky pense que Jane a pris les bijoux et la confronte. Après la confrontation, Jane est convoquée chez Mme Burke pour un interrogatoire, et parce qu'elle ne laisse pas les réponses souhaitées, elle est battue par la méchante vieille dame. Quand Edie découvre le malheur de sa sœur, elle décide de se venger de Manson, qui les a amenés à travailler au motel. Malheureusement, son plan est entendu par l'une des autres filles, Rhoda, qui rend compte à Manson. Edie est renversée par Manson dans sa voiture. Jane est bouleversée par la mort de sa sœur et se tourne vers Rocky pour obtenir de l'aide. Ils font admettre à Manson qu'il a tué Edie et avouent le racket de Mme Burke. Les deux gangsters sont alors reconnus coupables de leurs crimes par un tribunal et Rocky s'occupe de Jane, qu'il aime beaucoup.

## Fiche technique
- Titre : Under Age
- Réalisation : Edward Dmytryk
- Scénario : Robert Hardy Andrews et Stanley Roberts
- Direction artistique : Lionel Banks
- Société de production : Columbia Pictures
- Pays d'origine : États-Unis
- Format : Noir et blanc - 1,37:1 - Mono
- Genre : drame
- Date de sortie : 1941

## Distribution
- Nan Grey : Jane Baird
- Alan Baxter : Tap Manson
- Mary Anderson : Edie Baird
- Tom Neal : Rocky Stone
- Leona Maricle : Mme Burke
- Don Beddoe : Albert Ward
- Yolande Donlan : Lily Fletcher
- Jack Perrin : Grant
- Barbara Kent : Jackie
- Byron Foulger : Downey
- Earle Hodgins : Dever
- Lester Dorr